# Iwane Orachelaszwili
Iwane Orachelaszwili, gr. მამია ორახელაშვილი, ps. Mamija (ur. 29 maja?/10 czerwca 1881 w rejonie szorapańskim guberni kutaiskiej, zm. 11 grudnia 1937) – gruziński działacz komunistyczny, bolszewik, ofiara wielkiego terroru.

## Życiorys
Według różnych źródeł pochodził z rodziny szlacheckiej lub też był z pochodzenia chłopem. Rozbieżne informacje podawane są także w kwestii jego wykształcenia: o ile bez wątpienia był lekarzem, mógł być absolwentem wojskowej akademii medycznej (jako rok uzyskania dyplomu podawany jest 1908) lub też Uniwersytetu Charkowskiego i Akademii Medyczno-Chirurgicznej w Petersburgu. W 1903 rozpoczął działalność w Socjaldemokratycznej Partii Robotników Rosji, opowiadając się w wewnątrzpartyjnym konflikcie po stronie frakcji bolszewickiej. Działał w Petersburgu, kilkakrotnie był z tego powodu aresztowany. Od 1908 żył w obwodzie Nadkaspijskim i utrzymywał się z pracy lekarza. W czasie I wojny światowej był lekarzem wojskowym.
W 1917 stanął na czele Rady Delegatów Robotniczych we Władykaukazie. W październiku tego samego roku wszedł również do Komitetu Kaukaskiego partii bolszewickiej. Działał na terenie Demokratycznej Republiki Gruzji i w 1918 został tam aresztowany i uwięziony. Odzyskał wolność na mocy rosyjsko-gruzińskiego traktatu pokojowego z 1920, gwarantującego komunistom gruzińskim swobodę działania. Wziął udział w przygotowaniach do powstania bolszewickiego w Gruzji, był członkiem gruzińskiego komitetu rewolucyjnego, a po radzieckim podboju Gruzji w lutym – marcu 1921 został sekretarzem Komitetu Centralnego Komunistycznej Partii (bolszewików) Gruzji. Od marca 1922 do kwietnia 1923 był przewodniczącym Rady Komisarzy Ludowych Gruzińskiej SRR.
Wbrew stanowisku większości kierownictwa gruzińskiej partii komunistycznej Orachelaszwili (razem z Szalwą Eliawą) poparł forsowaną przez Sergo Ordżonikidzego koncepcję utworzenia jednej zakaukaskiej republiki radzieckiej, łączącej ziemie gruzińskie, azerskie i ormiańskie. W 1923 został kandydatem na członka Komitetu Centralnego WKP (b), zaś od października 1926 do stycznia 1934 był jego członkiem. W 1926 przejął po Ordżonikidzem stanowisko pierwszego sekretarza Komitetu Centralnego Komunistycznej Partii Zakaukaskiej FSRR. Opowiadał się za pełną podległością Zakaukazia wobec Rosji. Sprzeciwił się jednak wdrożeniu w Gruzji kolektywizacji wsi i towarzyszącym jej represjom wobec chłopów, za co został usunięty z piastowanego stanowiska. W 1932 został zastępcą dyrektora Instytutu Marksa-Engelsa-Lenina, od 1934 do 1937 zasiadał w centralnej komisji rewizyjnej partii. Wyjechał do Moskwy prawdopodobnie z powodu niemożności współpracy z Ławrientijem Berią. Opublikował prace z historii ruchów rewolucyjnych na Kaukazie, w których wbrew tendencjom do fałszowania historii i wyolbrzymiania roli Stalina starał się rzetelnie przedstawiać fakty.
W czerwcu 1937 został aresztowany w Astrachaniu, następnie przewieziony do Tbilisi. Tam w więzieniu poddano go torturom, w czasie których NKWD domagało się od niego obciążenia zeznaniami Ordżonikidzego. Według różnych źródeł został skazany na karę śmierci i rozstrzelany z wyroku trójki NKWD w Tbilisi lub zastrzelony przez Bachczo Kobułowa podczas przesłuchania na oczach swojej żony Mariam Orachelaszwili. Podobny los spotkał w czasie wielkiej czystki większość starych działaczy bolszewickich Gruzji.
Represje objęły także jego rodzinę: żona, również działaczka partyjna i była komisarz ludowa oświaty Gruzińskiej SRR została skazana na śmierć i rozstrzelana (według innego źródła zginęła zastrzelona w czasie przesłuchania), córka Ketewan była do 1955 więziona w łagrach, jej mąż, dyrygent Ewgeni Mikeladze został rozstrzelany. Wszyscy zostali zrehabilitowani w latach 1954–1955. Rehabilitacja Orachelaszwilego była jedną z pierwszych przeprowadzonych w Gruzji po śmierci Stalina i Berii w 1953.